# Pat Alger
Pat Alger (LaGrange (Georgia), 23 september 1947) is een Amerikaanse countrygitarist en singer-songwriter en een lid van de Nashville Songwriters Hall of Fame (2010) en de Georgia Music Hall of Fame (2013)..

## Biografie
Alger studeerde architectuur aan Georgia Tech, maar besloot zich te concentreren op het schrijven van liedjes. Hij begon als solo folkartiest bij folkclubs. In 1973 verhuisde hij naar Woodstock (New York). Daar begon hij zijn carrière als muzikant en songwriter en werkte hij samen met Happy en Artie Traum als lid van de Woodstock Mountains Revue. De groep bestond onder meer uit de broers Traum, Arlen Roth, John Herald en Maria Muldaur. Enkele van de nummers die hij tijdens deze periode schreef, waren Old Time Music en Southern Crescent Line.
In 1980 had hij zijn eerste succes als songwriter, toen Livingston Taylor een hit had met First Time Love. Het jaar daarop, in 1981, verhuisde hij naar Nashville. Tussen 1984 en 1988 toerde hij met The Everly Brothers in de Verenigde Staten en in Europa. Later werkte hij samen met Nanci Griffith en schreef hij mee aan Griffith's hitnummers Once in a Very Blue Moon en Lone Star State of Mind. Sommige van zijn nummers zijn ook opgenomen door Kathy Mattea, zoals Goin' Gone, She Came From Fort Worth en A Few Good Things Remain. Hij schreef vier nummer één-hits voor Garth Brooks, zoals Unanswered Prayers, What She's Doing Now, The Thunder Rolls en That Summer. Hij schreef ook hits voor Hal Ketchum, Small Town Saturday Night voor Trisha Yearwood, Like We Never Had A Broken Heart voor Don Williams, True Love en voor Mark Collie Calloused Hands. Door de jaren heen zijn zijn liedjes opgenomen en uitgevoerd door uiteenlopende artiesten als Peter, Paul & Mary, Dolly Parton, Lyle Lovett, Brenda Lee en Crystal Gayle. Hij heeft in de jaren 1990 drie veelgeprezen soloalbums opgenomen met ondersteuning van Griffith, Lovett, Mattea en Yearwood.
Hij heeft meer dan 20 hits op zijn naam staan, waaronder acht #1-hits en heeft op podia over de hele wereld gespeeld, waaronder een tournee van een jaar als openingsact voor The Everly Brothers. Hij speelde tijdens de 30ste verjaardag van het Washington Center for the Performing Arts-gala. Hij is meerdere keren te zien geweest op NPR Radio's All Things Considered en Fresh Air en heeft samen met collega HOF inductee Tony Arata, WSM's radioshow met eerdere HOF inductees gepresenteerd. Het Music City Center in Nashville werd in mei 2013 geopend en zou de eerste permanente woning voor de NSAI-inductees huisvesten. De galerij op de eerste verdieping en de binnenplaats bevatten voormalige en toekomstige leden van de Nashville Songwriters Hall of Fame. Het is het project van de Nashville Songwriter's Foundation, waarvan Alger een bestuurslid is. Zijn pleidooi voor de songwriter en hun intellectuele eigendomsrechten is welbekend, evenals de inspanningen van NSAI en NSF.

### Onderscheidingen
In 1991 werd hij door de Nashville Songwriters Association International uitgeroepen tot «Songwriter of the Year» en datzelfde jaar werd hij door de American Society of Composers, Authors and Publishers, ASCAP uitgeroepen tot «Jukebox Songwriter of the Year». In 1992 ontving hij van ASCAP de onderscheiding «Country Songwriter of the Year». Country Music Association gaf hem twee Triple Play-prijzen, die werden uitgereikt aan degenen die drie #1-hits in een jaar hebben. In 2010 werd hij opgenomen in de Nashville Songwriters Hall of Fame. Hij is voorzitter van de Nashville Songwriters Foundation en is tweemaal voorzitter van Nashville Songwriters Association International. Pat Alger werd in september 2013 opgenomen in de Georgia Music Hall of Fame.

## Discografie
Alger nam eerst een duetalbum op met Artie Traum en vervolgens drie soloalbums:
- 1980: From The Heart
- 1991: True Love & Other Short Stories - Sugar Hill Records
- 1993: Seeds - Sugar Hill Records
- 1994: Notes and Grace Notes

- International Standard Name Identifier: 0000 0000 3291 9418
- Library of Congress Control Number: n91107697
- MusicBrainz: 4f165559-d9e9-47e7-abec-864946622718
- Nederlandse Thesaurus van Auteursnamen: 107914239
- Virtual International Authority File: 5149106177068491393